# Kocogás

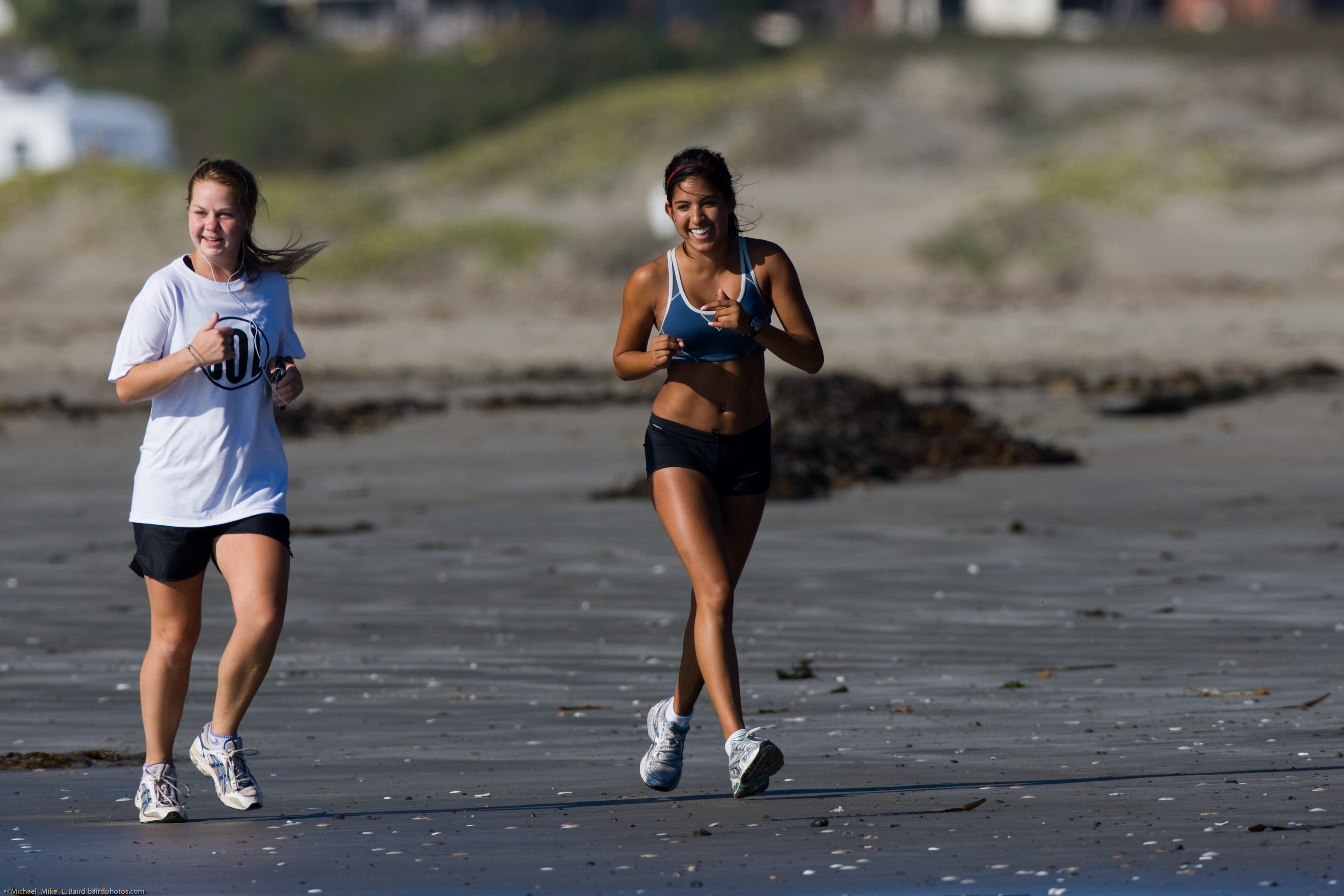
Fiatal nők kocognak a Morro Strand State Beach-en (Kalifornia, Egyesült Államok)

A kocogás a gyors járás avagy a futás egyik formája, amit alacsony sebességgel, nyugodt, kényelmes tempóban végeznek. Sportként a mozgásforma célja a fizikai állapot javítása kevesebb megerőltetéssel, mint a gyors futás esetén, de többel, mint a gyaloglás során. Hosszabb távot teljesítve az aerob állóképességi gyakorlatok egy formájának számít.

## Meghatározás

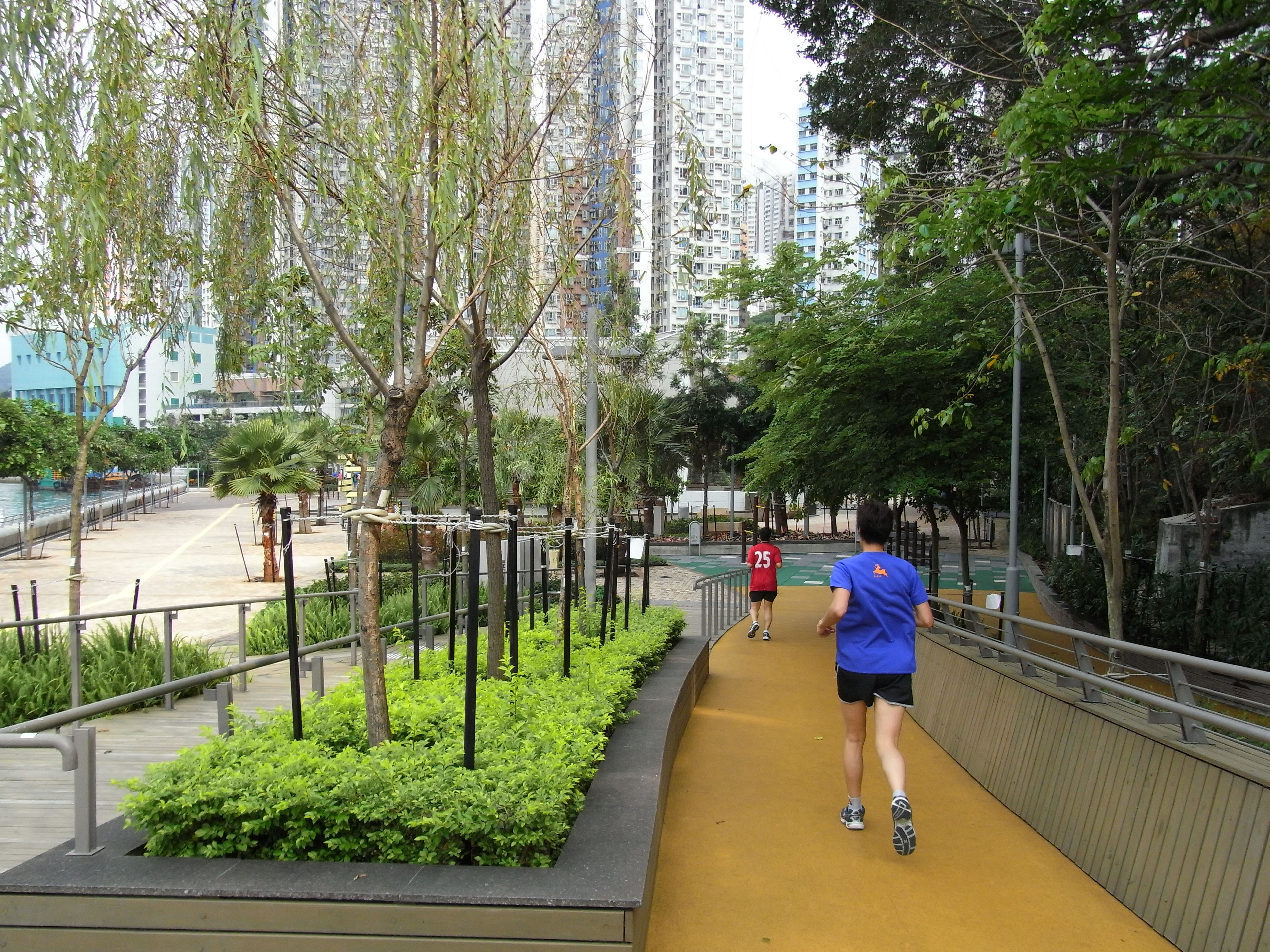
Kocogópálya Hong Kongban

A kocogás a futás egy enyhe formája, a meghatározása szemben a futással nincs pontosan meghatározva. Általában a kocogás sebessége 4-6 mérföld/órában (6,4–9,6 km/h) adják meg. A futást gyakran úgy határozzák meg, hogy végzése közben vannak olyan pillanatok, mikor a futó lába nem érinti a talajt, míg a kocogás esetén folyamatos is lehet a kapcsolat a talajjal.

## Története

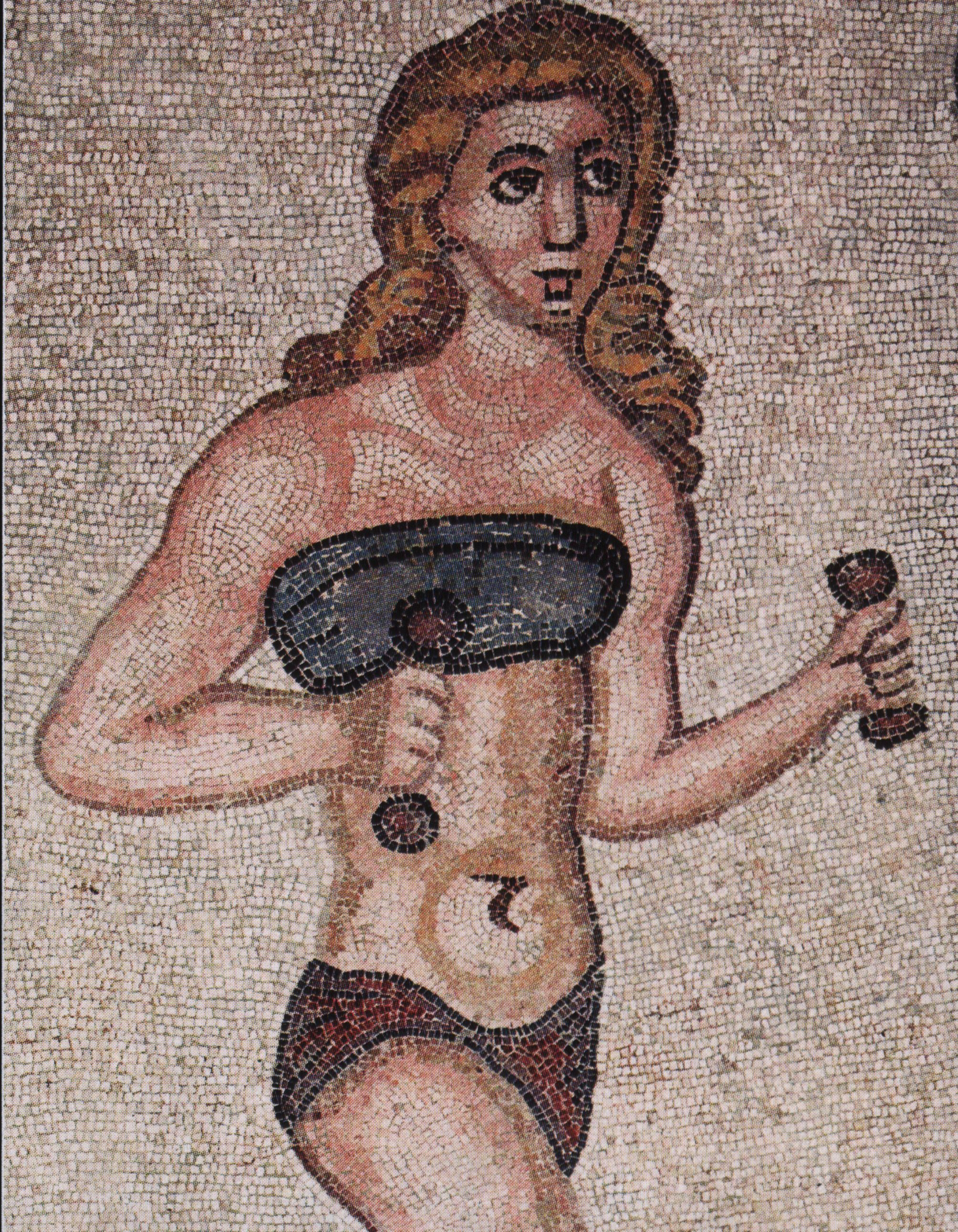
Részlet egy 4. századi ókori mozaikról, melyen egy fiatal nő kocog súlyzókkal a kezében

A manapság vett kocogás mint mozgásforma angol nyelvterületről ered, ahol a „jogging” szóval illetik. Angliában a jog szó a 16. században jelent meg. Új-Zélandon az 1960-as, 1970-es években a különböző sportágak futóedzéseire használt "roadwork" szót a "jogging" váltotta fel Arthur Lydiard edző hatására, aki sokat tett a kocogás népszerűvé tételéért és utóbbit használta megnevezésként az előbbi helyett. A kocogás szervezett aktivitásként való végzését a The New Zealand Herald sporttal foglalkozó rovatában tárgyalták ki 1962 februárjában, mely cikk egy korábbi atlétikai sportolókból és fitnesz-rajongók álló csoportról adott hírt, akik heti egy alkalommal összejöttek egy közös futásra az „állóképesség javítása és a társas érintkezés” kedvéért. Mivel a résztvevők kocogtak, az újság azt javasolta, hogy a klubot nevezzék el Aucklandi Kocogók Klubjának (Auckland Joggers' Club). Ebben a cikkben használták először a kocogókra a "jogger" szót. Bill Bowerman, az Oregoni Egyetem futóedzője egy Lydiarddal való új-zélandi közös futás után 1962-ben szintén indított egy „kocogó klubot” az oregoni Eugene-ben 1963 elején. 1966-ban Jogging címmel könyvet adott ki, amivel a mozgásformát népszerűsítette az Egyesült Államokban.

## A kocogás alkalmazása
Kocogást végeznek a futók bemelegítésként és levezetésként az edzésük vagy a futóversenyük előtt, illetve után. Komolyabb futók gyakran alkalmazzák intervall edzések közbeni aktív regenerációhoz. Például egy futó, aki 3 perc/km-es tempóban teljesít egy 400 méteres gyors szakaszt, az levezetésként 5 perc/km-es tempóra lassítva teljesíthet egy regenerációs kört. A kocogás javítja az állóképességet és végezhető az ízületek és a vérkeringés számára kevésbé megerőltető kardiovaszkuláris gyakorlatként. 

## Jótékony hatásai
A kaliforniai Stanford Egyetem egy tanulmánya szerint a kocogás meghosszabbítja az életet és csökkenti az öregedés következményeit, a szív- és érrendszerre gyakorolt jótékony hatásaival. A kocogás segít az elhízás elleni küzdelemben és az egészség megőrzésében.

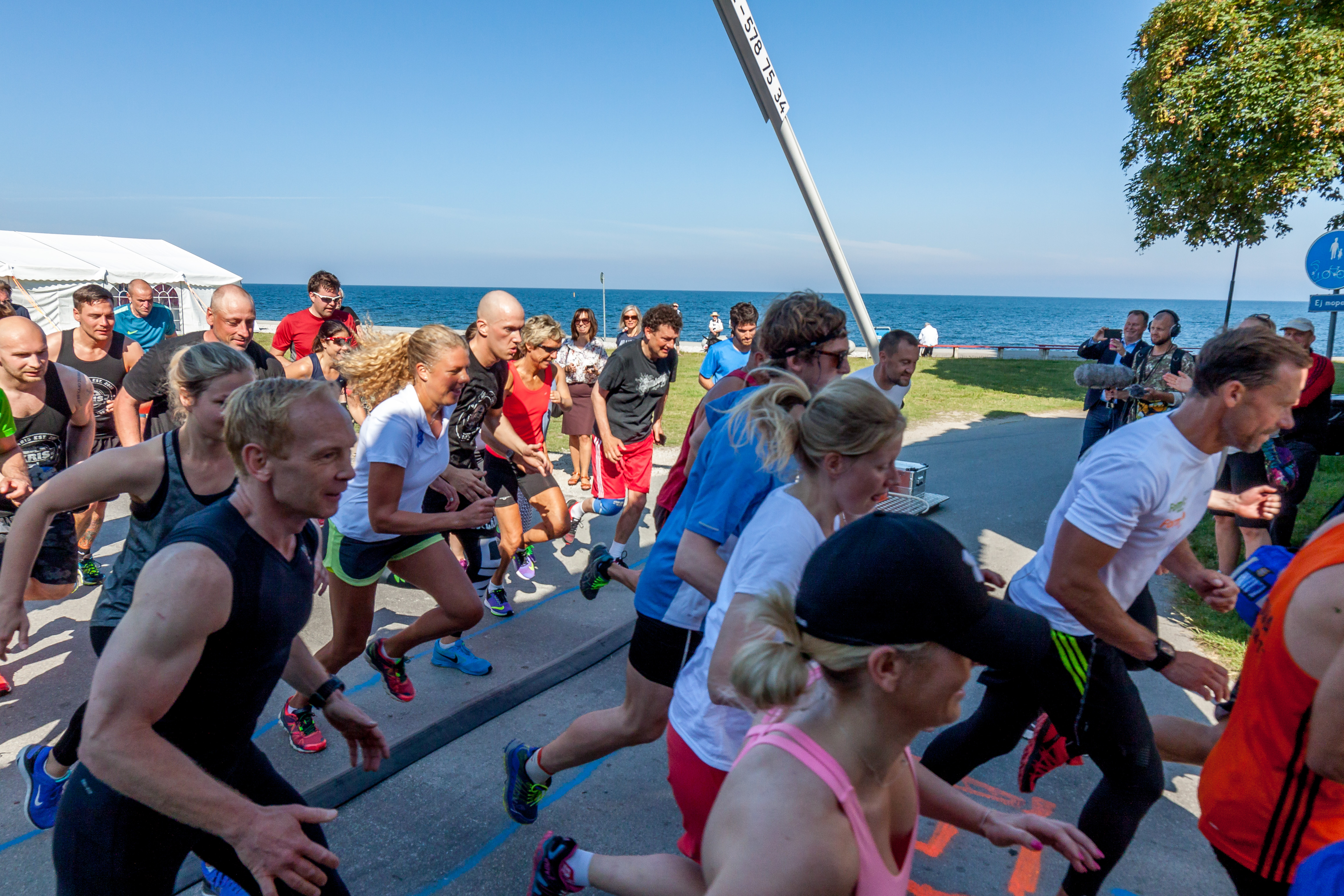
A Säpojoggen nevű svéd kocogó-rendezvény 2015-ben Almedalen parkban (Visby)

Az amerikai nemzeti rákkutató intézet (National Cancer Institute) tanulmányai alapján a kocogás és más hasonló aerobik gyakorlatok többek között képesek csökkenteni a tüdő-, a vastagbél-, a mell- és a prosztatarák kialakulásának kockázatát. Az Amerikai Rákkutató Társaság (American Cancer Society) szerint heti öt alkalommal végzett 30 perces kocogás is segít a rák kialakulásának megelőzésében.
A futópadon végzett kocogás is jótékony hatással van az egészségre, segít a rák megelőzésében, és csökkenteni lehet vele a testsúlyt, azonban egy a BMC Public Health által közzétett tanulmány szerint a szabadban végzett kocogás jobban növeli az energiát és a koncentrálóképességet. A szabadtéri kocogás jobban segíti az energiaszintek javítását és jobb hatása van a közérzetre, mintha az ember az edzőteremben taposná a futópadot. A kocogás megelőzi az életkor előrehaladtával jelentkező izom- és a csontsérüléseket, növeli a szív teljesítményét és gyorsítja a vérkeringést, valamint segíti a testsúly kordában tartását. Egy 2015-ös dán tanulmány arról számolt be, hogy a „könnyű” és a „moderált” kocogást végzők esetében kisebb volt a halálozási arány azokhoz képest, akik nem kocogtak, de azokhoz képest is, akik „megerőltető” kocogást (erőteljes futást?) végeztek. A kocogással töltött idő 1–2,4 óra volt hetente, az optimális gyakoriság pedig heti három alkalmat jelentett optimálisan „lassú” vagy „átlagos” sebességgel. Egy újabb a kocogással/futással és azok halálozási aránnyal való összefüggéseivel foglalkozó, több mint 230 000 alanyt vizsgáló meta-analízis azt az eredményt hozta ki, hogy a rendszeres futóknál 27%-kal kevesebb az elhalálozás esélye, mint a futást nem végzők esetében az elkövetkező 5,5–35 éves intervallumban. 

## Fordítás
- Ez a szócikk részben vagy egészben  a   Jogging című angol Wikipédia-szócikk ezen változatának fordításán alapul.  Az eredeti cikk szerkesztőit annak laptörténete sorolja fel. Ez a jelzés csupán a megfogalmazás eredetét és a szerzői jogokat jelzi, nem szolgál a cikkben szereplő információk forrásmegjelöléseként.